# Skive Stadion
Das Skive Stadion (durch Sponsorvertrag offiziell Hancock Arena) ist ein Fußballstadion mit Leichtathletikanlage in der dänischen Stadt Skive, Region Midtjylland. Der Fußballclub Skive IK trägt hier seine Heimspiele aus. Die Anlage wurde 1986 eröffnet.
Das Stadion bietet 10.000 Plätze, von denen 523 Sitzplätze überdacht sind. Das Flutlichtsystem leistet 500 Lux Beleuchtungsstärke und reicht aus für Fernsehübertragungen der Nordicbet Ligaen, der zweiten Spielklasse des Landes. Der Besucherrekord wurde 1955 aufgestellt, als Skive IK gegen Lokalrivale Viborg FF antrat und 10.000 Zuschauer das Stadion füllten.
Neben dem Stadion steht seit 2007 eine Leichtathletikhalle. Sie ist die erste Halle dieser Art in Dänemark und wird vom Skive Atletik- og Motionsklub (Skive AM) genutzt. 2016 fanden zum neunten Mal dort die dänischen Hallenmeisterschaften statt.